# Seule contre tous (film)
Pour les articles homonymes, voir Seule contre tous.
Pour plus de détails, voir Fiche technique et Distribution.
Seule contre tous ou La Dénonciation au Québec (The Whistleblower), est un thriller réalisé par Larysa Kondracki (en) en 2010, écrit par Kondracki et Eilis Kirwan, avec Rachel Weisz, inspiré de faits réels et basé sur le récit de Kathryn Bolkovac,.
Le titre du film se base sur le terme lanceur d'alerte, citoyen désintéressé qui entreprend de sensibiliser le public, les médias, les élus à une cause sanitaire, sociale ou économique.

## Synopsis
Une policière, Kathryn Bolkovac, risque sa place pour démanteler un réseau de prostitution impliquant les Nations unies en Bosnie-Herzégovine.

## Fiche technique
- Photographie : Kieran McGuigan
- Montage : Julian Clarke
- Musique : Mychael Danna
- Production : Christina Piovesan, Amy Kaufman et Celine Rattray
- Société de distribution : Samuel Goldwyn Films (en)
- Langue : anglais

## Distribution

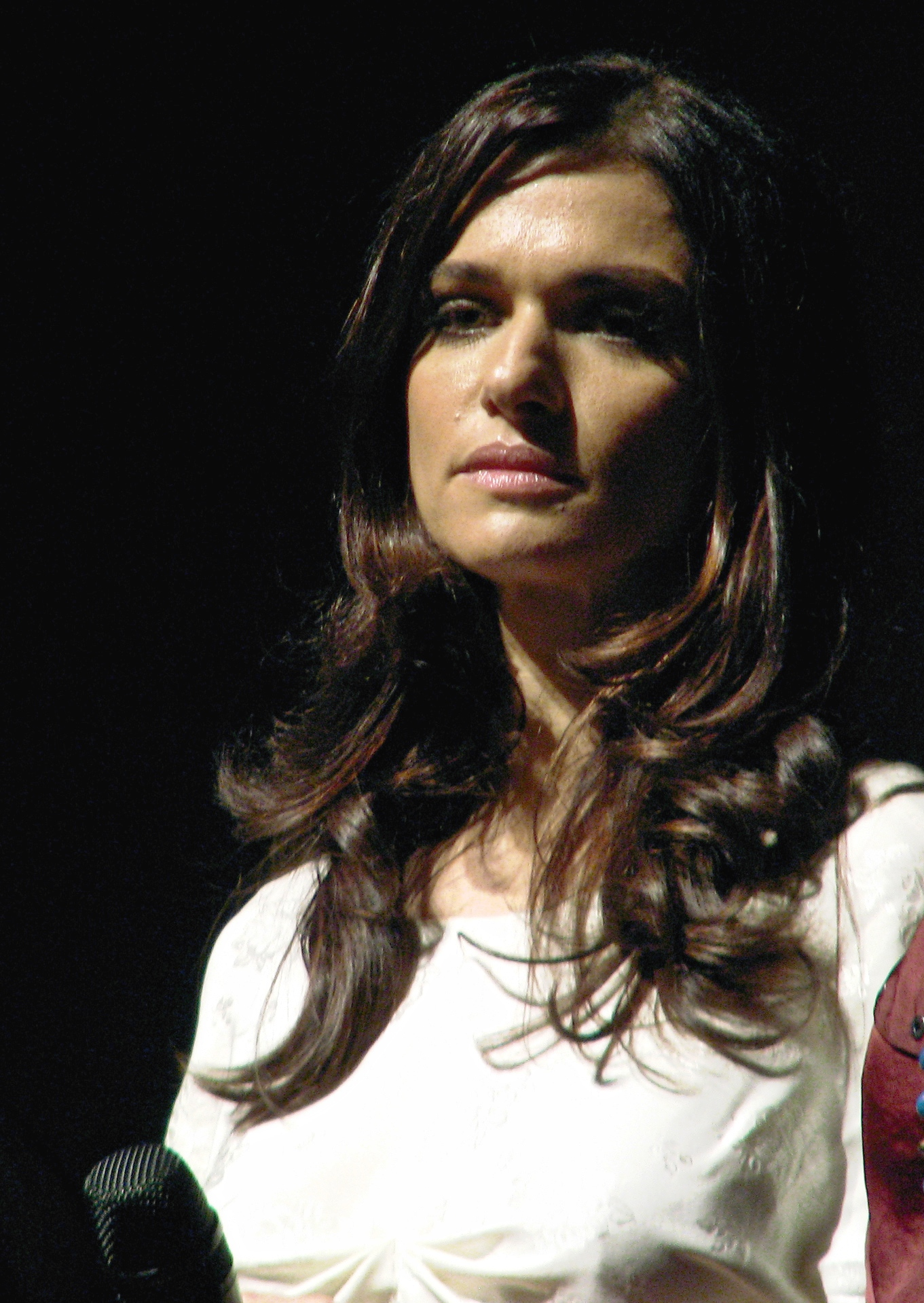
Rachel Weisz, pour la présentation du film au Toronto International Film Festival 2010.

- Rachel Weisz (VQ : Camille Cyr-Desmarais[5]) : Kathryn Bolkovac
- Vanessa Redgrave (VQ : Élizabeth Chouvalidzé) : Madeleine Rees
- Benedict Cumberbatch (VQ : Marc-André Bélanger) : Kaufmann
- David Strathairn (VQ : Daniel Lesourd) : Peter Ward
- Monica Bellucci (VF ; VQ : elle-même) : Laura Leviani
- Nikolaj Lie Kaas (VQ : Paul Sarrasin) : Jan Van Der Velde
- Liam Cunningham (VQ : Marc Bellier) : Bill Hynes
- Anna Anissimova : Zoe
- David Hewlett (VQ : Frédéric Desager) : Fred Murray
- Luke Treadaway (VQ : Hugolin Chevrette) : Jim Higgins
- William Hope (VQ : Denis Mercier) : John Blakely
- Paula Schramm : Luba
- Rosabell Laurenti Sellers : Erin

## Récompenses
Meilleure réalisation Golden Space Needle Award au Festival international du film de Seattle.